# GSC2151-5772
GSC2151-5772 — хімічно пекулярна зоря спектрального класу A3, що має видиму зоряну величину в смузі V приблизно 10,4.